# Pampang
Pampang is een bestuurslaag in het regentschap Gunung Kidul van de provincie Jogjakarta, Indonesië. Pampang telt 2325 inwoners (volkstelling 2010).